# Стшеленцино
Стшеленцино (пол. Strzelęcino) — село в Польщі, у гміні Ленчиці Вейгеровського повіту Поморського воєводства.
Населення — 150 осіб (2011).
У 1975-1998 роках село належало до Гданського воєводства.

## Демографія
Демографічна структура станом на 31 березня 2011 року:
|          | Загалом | Допрацездатний вік | Працездатний вік | Постпрацездатний вік |
| -------- | ------- | ------------------ | ---------------- | -------------------- |
| Чоловіки | 69      | 19                 | 45               | 5                    |
| Жінки    | 81      | 20                 | 53               | 8                    |
| Разом    | 150     | 39                 | 98               | 13                   |